# DataWeb
DataWeb is sinds 1994 actief als onafhankelijke Internet Service Provider (ISP) voor de midden- en grootzakelijke markt en (semi)overheidsinstanties. DataWeb heeft een eigen infrastructuur en levert verbindingen over de netwerken - van welke carrier dan ook - die binnen en buiten Nederland aanwezig zijn. Het multi-carrier systeem stelt DataWeb in staat op elke plek wereldwijd internetverbindingen te leveren.

## Geschiedenis
Het internet was jarenlang een strikt Amerikaanse aangelegenheid. Op 17 november 1988 verbond Piet Beertema Nederland als tweede land met het NSFnet. Tot 1993 was internet in Nederland slechts beschikbaar voor een besloten gebruikersgemeenschap. Na de oprichting van XS4ALL en de Digitale Stad Amsterdam, begonnen DataWeb en Bart Internet Services in 1994 met het aanbieden van commerciële internettoegang, gevolgd door Luna.nl in 1996. Hiermee is DataWeb een van de oudste zelfstandige zakelijk internetproviders.
DataWeb is ontstaan uit een studieopdracht van vier studenten van De Haagse Hogeschool. Vanaf een zolderkamer werden in 1994 de eerste zakelijke verbindingen via analoog inbellen tot stand gebracht. Het dienstenpakket is door de jaren heen met de technologische ontwikkelingen steeds verder uitgebreid.
In 2000 werd de eerste ADSL-verbinding geleverd waarmee de up- en downstream snelheden voor het eerst asymmetrisch waren (512k/64k). Vijf jaar later, in 2005, maakte DataWeb het mogelijk om bedrijven aan te sluiten op het glasvezelnetwerk. De maximale realiseerbare snelheid was in dat jaar nog 100 Mbit/s. Tegenwoordig worden snelheden van 10 Gbit/s of hoger gerealiseerd.
Sinds 2015 levert DataWeb verbindingen naar de cloud waarmee bedrijven een private verbinding krijgen tussen hun eigen netwerk en de cloudomgeving. De eerste 4G back-up internetverbinding werd in 2016 opgeleverd.

## Money Planet
Op 17 juli 2000 tekende ABN-AMRO een overeenkomst met KPN voor de oprichting van Money Planet, een joint venture om via internet financiële diensten aan te bieden aan consumenten in Europa. De investering hiervoor werd geraamd op 150 tot 200 miljoen euro. In alle haast om de online bank te gaan promoten, was men echter vergeten de naam money-planet.nl te laten registreren. De domeinnaam is direct na de persconferentie geregistreerd door DataWeb. Het bedrijf wilde hiermee duidelijk maken hoe groot het gebrek aan kennis met betrekking tot internet ook bij de grote bedrijven nog was. DataWeb heeft de domeinnaam zonder verdere gevolgen aan de concerns overhandigd.

## Zaak-Scientology tegen Karin Spaink
> Zie Zaak-Scientology tegen Karin Spaink voor het hoofdartikel over dit onderwerp.
In een lange gerechtelijke procedure die tussen 1996 en 2005 werd gevoerd, beschuldigde de Scientologykerk publiciste Karin Spaink en de internetproviders XS4ALL, Cistron, DataWeb, De Digitale Stad en Planet Internet van 'inbreuk op de auteursrechten' van documenten die door gebruikers op het wereldwijde computernetwerk zijn gezet. De voormalig Scientology-aanhanger Fishman maakte fragmenten van een Scientology-cursus tijdens een rechtszaak in de VS openbaar. Hij wilde daarmee waarschuwen voor wat hij een criminele organisatie noemt. Spaink zette de documenten op haar Internet-pagina.
De procedure eindigde uiteindelijk met cassatieberoep bij de Hoge Raad, dat vervolgens werd ingetrokken. Het Hof oordeelde dat een internetprovider niet kan worden aangemerkt als zijnde de uitgever van de bestanden die op de server staan. En dat providers die "slechts technische faciliteiten verschaffen om openbaarmaking van gegevens van anderen mogelijk te maken", geen inbreuk op het auteursrecht verweten kan worden.